# Casanova: Opera Pop
Casanova: Opera Pop est une comédie musicale italienne créée par Red Canzian (it) et Miki Purru (it), d'après le roman Casanova de Matteo Strukul (it).

## Postulat
1755, Venise.
Condamné à l'exil, Giacomo Casanova a arpenté l'Europe. Il regagne avec une joie indicible sa terre natale, après une longue décennie d'absence. Mais, sitôt de retour, l'aventurier se retrouve mêlé aux complots politiques et sentimentaux qui régissent la Cité des Doges...
L'une de ses maîtresses, la comtesse Margarethe von Steinberg, lui lance un défi : séduire la jeune Francesca Erizzo avant qu'elle ne se marie. Casanova, fidèle à sa réputation, accepte le pari.
De son côté, l'inquisiteur Pietro Garzoni n'a qu'une seule ambition : mettre ce débauché en prison et s'assurer qu'il ne pervertira plus jamais les bonnes mœurs vénitiennes.
Lorsque Casanova s'éprend sincèrement de Francesca, il devra lutter pour son amour, sa liberté et sa patrie.

## Distribution

### Distribution originale (2022)[1]

#### Interprètes
- Gian Marco Schiaretti : Giacomo Casanova
- Angelica Cinquantini : Francesca Erizzo
- Gipeto : l'inquisiteur Pietro Garzoni
- Manuela Zanier : Comtesse Margarethe von Steinberg
- Jacopo Sarno : Alvise, Mocenigo
- Roberto Colombo : Zago
- Alice Grasso : Gretchen
- Paolo Barillari : Frate Balbi
- Rosita Denti : Rosa
- Silvia Scartozzoni : Elena Da Padova (doublure de Francesca)
- Antonio Orler : le Doge Leonardo Loredan, Bragadin, Pantalone (doublure de Casanova)

#### Danseurs
Mirko Aiello, Cassandra Bianco, Alberto Chianello, Eleonora Dominici, Federica Esaminato, Mattia Fazioli, Filomena Fusco, Raffaele Guarino, Vittoria Markov, Olaf Olguin

### Distribution du revival (2024)[2]
- Gian Marco Schiaretti : Giacomo Casanova
- Silvia Scartozzoni : Francesca Erizzo
- Gipeto : l'inquisiteur Pietro Garzoni
- Manuela Zanier : Comtesse Margarethe von Steinberg
- Jacopa Sarno : Alvise, Mocenigo (doublure de Casanova)
- Roberto Colombo : Zago
- Chiara Familietti : Gretchen
- Paolo Barillari : le Frère Balbi
- Giorgia Visca : Rosa
- Francesca Innocenti : Elena Da Padova, Colombina
- Alessandro Onorati : le Doge Leonardo Loredan, Bragadin, Pantalone
- Chiara Canzian : ensemble (doublure de tous les rôles féminins à l'exception de Francesca)

## Chansons
| 1. Primo prologo 2. Venezia ouverture 3. Tema La locanda 4. Tema di Casanova 5. Tema di Gretchen 6. Tema dell'inquisitore 7. Reprise Tema inquisitore 8. Tema della Contessa 9. Tema Palazzo Contarini 10. Tema Primo incontro 11. Tema Fuga sui tetti 12. Tema di Francesca 13. Tema al pozzo 14. Tema della sfida 15. Tema del duello 16. Tema straziante 17. Tema incubo notturno 18. Tema Ponte delle Tette | 1. Secondo prologo 2. Gran ballo di Carnevale 3. Tema Francesca e Giacomo 4. Tema confessione 5. Tema Santa Maria Formosa 6. Tema dell'arresto 7. Carnevale a San Marco 8. Tema ai Piombi 9. Fuga dai Piombi 10. Tema alle campane 11. Bosco dei tigli 12. Viaggio verso Bolzano 13. Tema Castello di Bolzano 14. Tema del ritorno 15. Tema degli amici 16. Tema della festa finale 17. Tema di nuovo insieme 18. Gran finale in piazza |

## Production

### Genèse

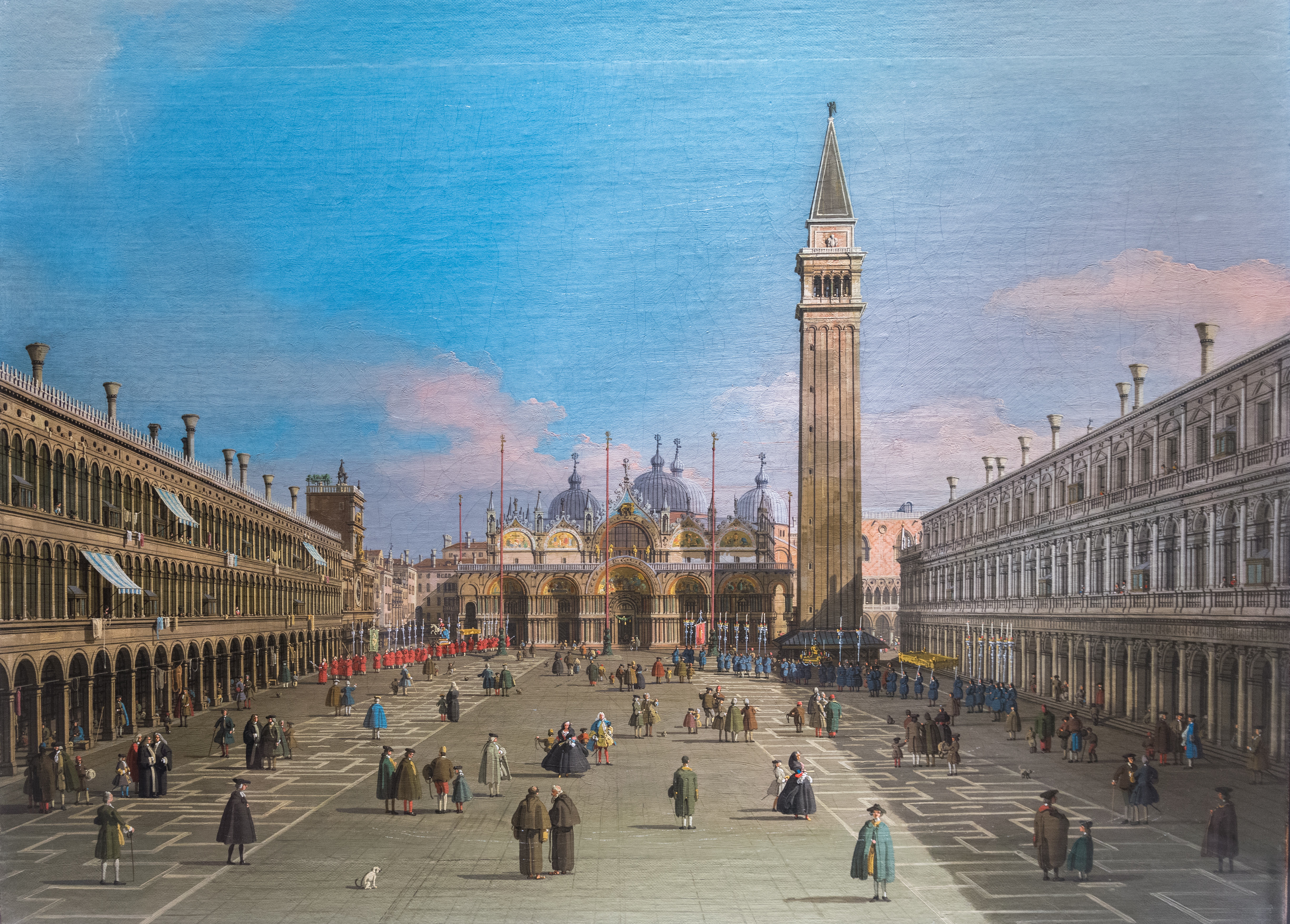
La Place Saint-Marc telle que représentée au XVIII^{e} siècle.

Casanova: Opera Pop est une commande de la municipalité de Venise afin de commémorer le 1600e anniversaire de la cité lacustre. Le bassiste de Pooh, Bruno Canzian (dit Red Canzian), auteur-compositeur-interprète, multi-instrumentiste et producteur de disques né en Vénétie, travaille durant deux ans sur l'élaboration du spectacle.
Le projet est un temps compromis par la pandémie de Covid-19 et ne doit sa concrétisation qu'à la détermination de Canzian et sa compagne Beatrix Niederwieser, tous deux producteurs de ce Casanova.
L'équipe profite de la pandémie de Covid-19 pour photographier les lieux emblématiques de Venise, alors totalement déserte. Elle traite ensuite les clichés par ordinateur afin de rendre à la ville son esthétique du XVIIIe siècle. Parmi les restitutions notables, on compte notamment la Place Saint-Marc, la lagune et la prison des Plombs. Ces paysages modifiés sont projetés sur scène et viennent compléter les décors. Le spectacle comporte ainsi une trentaine de changements de tableaux.

### Équipe
Proche collaborateur de Canzian, Miki Porru est en charge des paroles.
Les arrangements musicaux sont confiés au batteur Philipp Mersa dit Phil Mer (it). Ce dernier développe « un timbre unique pour la musique composée par Red, inspiré par les sons de Venise – l'eau, les rames, les mouettes, les pas – en combinant la partie symphonique avec la sonorité contemporaine d'un quatuor rock ».
L'équipe est rejointe par Emanuele Gamba (it) à la mise en scène, Massimo Checchetto aux décors et Fabio Barettin aux lumières.
Les stylistes Desirèe Costanzo, Gian Pietro Muraro et l'atelier vénitien de Stefano Nicolao signent les 120 costumes exigés par un spectacle de cette ampleur. L'École Polytechnique de la Chaussure de la Brenta est contactée pour réaliser les souliers de tous les participants.

### Trame et vision du personnage

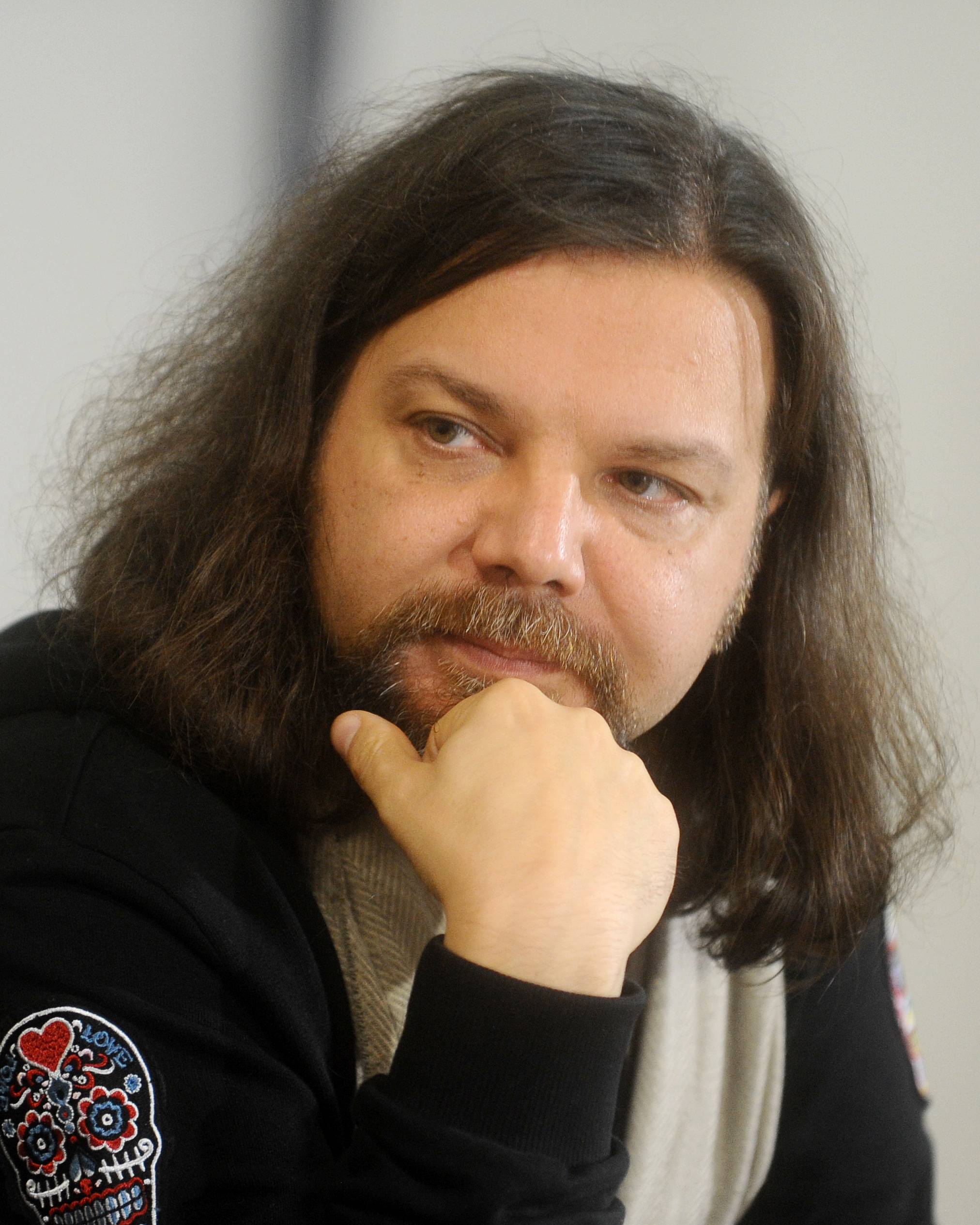
Matteo Strukul, auteur du roman original et librettiste de cet opéra pop.

La trame s'inspire du roman Casanova de Matteo Strukul, un best-seller traduit dans une dizaine de langues ; l'écrivain se joint au projet en tant que librettiste.
Si Canzian cultive depuis douze ans l'idée d'une œuvre musicale centrée sur la figure de Giacomo Casanova, la découverte du roman de Strukul s'avère décisive : une fois sa lecture achevée, le compositeur contacte l'écrivain par téléphone. En deux heures, ils écrivent le synopsis du spectacle et ses 35 scènes.
Canzian définit leur Casanova en ces termes : il est ici représenté comme « un bon super-héros, […] qui tombe follement amoureux d'une jeune fille de 19 ans pour laquelle il remet en question toute sa vie et toutes les choses qu'il doit vivre. C'est un Casanova très romantique. […] Il plaira aussi aux enfants. […] Mon Casanova est puissant mais il est aussi ouvert, ce n'est pas un tricheur, il est positif, il ouvre ses bras et chante Venezia amore mio, c'est quelqu'un qui fait tout pour défendre sa ville. La comédie musicale, l'histoire, sont imprégnées d'amour. L'un des slogans que nous voulons utiliser est exactement celui-ci : il est temps de tomber amoureux. Et donc Venise et Casanova: Opera Pop seront la meilleure occasion de redécouvrir ce désir et ce besoin ».

### Distribution
Au total, la troupe réunit 21 artistes, composée de 11 chanteurs-acteurs et 10 danseurs-acrobates. 
Révélé par son personnage de Mercuzio dans Giulietta e Romeo, figure importante des productions musicales internationales (West Side Story, Evita, Moulin Rouge!) et célèbre pour ses interprétations de séducteur (le rôle-titre de Don Juan ou Phœbus dans Notre-Dame de Paris), le ténor Gian Marco Schiaretti est choisi pour incarner Casanova. 

### Représentations
La comédie musicale est présentée au Teatro Malibran le 21 janvier 2022 avant d'entamer une tournée nationale.
La captation du spectacle est diffusée dans les cinémas italiens en 2023.
Casanova est monté à nouveau lors d'une tournée 2024-2025. Cette tournée s'exporte notamment dans les villes chinoises, à Shanghai et Xiamen.